# Adèle Toussaint-Samson
Adèle Toussaint-Samson (1826-1911) foi uma escritora e poetisa francesa, autora de Une parisienne au Brésil (Uma parisiense no Brasil), relato de sua estadia de doze anos no Rio de Janeiro. 
Em meados do século XIX, Toussaint-Samson viajou com seu marido da França para o Brasil, "procurando aumentar as fortunas de sua família". Como tantos outros visitantes estrangeiros, escreveu sobre suas experiências, "produzindo uma das melhores narrativas de viagem do século XIX".

## Uma parisiense no Brasil
Uma tradução em português do livro de Adèle Toussaint-Samson apareceu no Brasil em 1883, no mesmo ano que o livro foi publicado na França pela Editora Paul Ollendorff, seguida de uma edição em língua inglesa traduzida por Emma Toussaint, filha da autora, publicada nos Estados Unidos em 1891. A tradução portuguesa também foi publicada em folhetim em março de 1883 (nos dias 14, 16, 21, 23 e 25) no Jornal do Comércio do Rio de Janeiro. Em 2003, uma tradução nova por Maria Lucia Machado, com prefácio de Maria Inez Turazzi foi publicada pela Editora Capivara.
No artigo "Adèle Toussaint-Samson em dose dupla", diz Miriam Lifchitz Moreira Leite da USP: "Quando li o livro, o que inicialmente chamou o meu interesse foi a contradição entre uma escritora que declarava ter vindo fazer fortuna e o belo texto, as traduções apresentadas de poetas brasileiros e o prazer de ler José de Alencar. Em seguida, as observações feitas a respeito das mulheres encontradas no Brasil, muito mais penetrantes que as de outros viajantes, homens e mulheres."
Em seu livro, Adéle mostra-se chocada com a realidade da escravidão: “A cada instante minha alma revoltava-se ou sangrava, quando eu passava diante de um daqueles leilões em que pobres negros, em cima de uma mesa, eram leiloados e examinados nos dentes e nas pernas como cavalos ou mulas, quando via o lance ser coberto e uma jovem negra ser entregue ao fazendeiro que a reservava a seu serviço íntimo, enquanto seu negrinho era vendido a um outro senhor”.
O relato verídico de uma cantora francesa assassinada cujo esqueleto era mantido por seu ex-amante num armário pode ter influenciado o conto de 1875 "Um Esqueleto" de Machado de Assis.
Sobre a qualidade da água do Rio de Janeiro na época, Adèle faz uma observação surpreendente: 
Além disso, a água é tão boa no Rio, que essa bebida é quase uma delícia. Também o brasileiro bebe quatro ou cinco copos à noite. É tão límpida, tão perfumada, tão leve essa água do Carioca, que serpenteia sobre seixos brancos, através das plantas aromáticas e chega até você totalmente fresca e cheia de odores, que sempre nos lembramos dela, e os brasileiros têm razão de dizer: “Quando alguém bebeu dessa água, não consegue mais beber outra.”